# هو فنگلیان
هو فنگلیان (انگلیسی: Hou Fenglian؛ زادهٔ ۱۱ ژوئیهٔ ۱۹۸۰)  بازیکن بیسبال اهل چین بود. در بازی‌های المپیک تابستانی ۲۰۰۸ شرکت کرده‌است.